# Marecha River
Der Marecha River (wohl auch: Maréchal River) ist ein kleiner Fluss im Nordosten von Dominica im Parish Saint Andrew.

## Geographie
Der Marecha River entspringt am östlichen Gipfel des Morne Concorde, auf ca. 510 m über dem Meer und fließt stetig nach Osten. Er passiert Maréhal, Tanetane und Hatton Garden Estate und mündet in der Nähe der Mündung des Crapaud Rivers in der Pagua Bay in den Atlantik.
Kurz vorher erhält er in Tanetane noch einen kleinen Zufluss aus Baron.
Südlich schließt das Einzugsgebiet des Crapaud Rivers an.